# 980 Анакостія
980 Анако́стія (1921 W19, A917 YC, 980 Anacostia) — астероїд головного поясу, відкритий 21 листопада 1921 року.
Тіссеранів параметр щодо Юпітера — 3,266.